# PDC Pro Tour 2015
Die PDC Pro Tour 2015 war die vierzehnte Austragung der Dartsturnierserie von der PDC. Sie beinhaltete die UK Open Qualifiers, die Players Championships und die European Darts Tour. Insgesamt wurden 35 Turniere und damit 1 mehr als im Vorjahr ausgetragen – 20 Players Championships, 9 European Tour-Events und 6 UK Open Qualifiers.
Dieser Artikel enthält auch die PDC Challenge Tour und die PDC Development Tour, welche als Secondary Tour Events gewertet wurden, sowie die Non-UK Affiliate Tours.

## PDC Tour Card
Um die Turniere der PDC Pro Tour spielen zu dürfen, muss man über eine PDC Tour Card verfügen. Diese ist zwei Jahre gültig.
Insgesamt werden 128 Tour Cards vergeben 1:
- (64) – Top 64 der PDC Order of Merit nach der PDC-Weltmeisterschaft 2015
- (26) – 26 Qualifikanten von der Q-School 2014
- (2) – Top 2 der PDC Youth Tour Order of Merit ( Dimitri Van den Bergh und  Josh Payne)
- (2) – Top 2 der PDC Challenge Tour Order of Merit ( Mark Frost und  Alan Tabern)
- (34) – 34 Qualifikanten von der Q-School 2015 (siehe unten)

### Q-School
Über die Q-School wurden die übriggebliebenen Tour Cards vergeben. Sie fand vom 14. bis 17. Januar 2015 in der Robin Park Arena in Wigan statt.
Folgende Spieler konnten sich eine Tour Card für zwei Jahre erspielen:
| Tag 1 – 14. Januar                                      | Tag 2 – 15. Januar                                     | Tag 3 – 16. Januar                                 | Tag 4 – 17. Januar                                     |
| UK Q-School                                             | UK Q-School                                            | UK Q-School                                        | UK Q-School                                            |
| ------------------------------------------------------- | ------------------------------------------------------ | -------------------------------------------------- | ------------------------------------------------------ |
| Nigel Heydon Alan Norris Jeffrey de Zwaan Mike Zuydwijk | Matthew Edgar Andy Jenkins Jason Lovett Devon Petersen | Steve Douglas Steve West James Wilson Jason Wilson | Nathan Derry Jamie Robinson Jonny Clayton Magnus Caris |

Do übrig gebliebenen Tour Cards wurden über die Q-School Order of Merit an folgende Spieler vergeben:
Top 18 Q-School Order of Merit
1. Andy Boulton
2. Ken MacNeil
3. Jermaine Wattimena
4. Nathan Aspinall
5. Prakash Jiwa
6. Chris Dobey
7. Steve McNally
8. Haruki Muramatsu
9. Lee Palfreyman

1. Tony Richardson
2. Stephen Willard
3. Darren Johnson
4. Robbie Green
5. Jim Walker
6. William O’Connor
7. Johnny Haines
8. Curtis Hammond
9. Paul Milford

## Preisgeld
Die Preisgelder der Players Championships und der European Darts Tour wurde erhöht. Das Preisgeld der UK Open Qualifiers blieb unverändert
Sie unterteilten sich wie folgt:
| Runde         | Players Championships | UK Open Qualifiers | European Darts Tour |
| ------------- | --------------------- | ------------------ | ------------------- |
| Sieg          | £ 10.000              | £ 10.000           | £ 25.000            |
| Finale        | £ 5.000               | £ 5.000            | £ 10.000            |
| Halbfinale    | £ 2.500               | £ 2.500            | £ 5.000             |
| Viertelfinale | £ 2.000               | £ 1.500            | £ 3.500             |
| Achtelfinale  | £ 1.500               | £ 1.000            | £ 2.000             |
| Letzte 32     | £ 750                 | £ 500              | £ 1.500             |
| Letzte 64     | £ 250                 | £ 250              | £ 1.000 1           |
| Total         | £ 50.000              | £ 50.000           | £ 115.000           |

## Players Championships
| Nr. | Datum      | Austragungsort | Sieger             | Ergebnis | Finalist              |
| --- | ---------- | -------------- | ------------------ | -------- | --------------------- |
| 1   | 14.03.2015 | Barnsley       | Gary Anderson      | 6 : 5    | James Wade            |
| 2   | 15.03.2015 | Barnsley       | James Wade         | 6 : 5    | Peter Wright          |
| 3   | 10.04.2015 | Barnsley       | Adrian Lewis       | 6 : 3    | Robert Thornton       |
| 4   | 11.04.2015 | Barnsley       | Michael van Gerwen | 6 : 1    | Adrian Lewis          |
| 5   | 12.04.2015 | Barnsley       | Adrian Lewis       | 6 : 5    | Brendan Dolan         |
| 6   | 01.05.2015 | Coventry       | Michael van Gerwen | 6 : 5    | James Wade            |
| 7   | 02.05.2015 | Coventry       | Peter Wright       | 6 : 5    | James Wade            |
| 8   | 03.05.2015 | Coventry       | Keegan Brown       | 6 : 3    | Adrian Lewis          |
| 9   | 16.05.2015 | Crawley        | Phil Taylor        | 6 : 4    | Gary Anderson         |
| 10  | 17.05.2015 | Crawley        | Joe Murnan         | 6 : 4    | Dave Chisnall         |
| 11  | 23.05.2015 | Barnsley       | Dave Chisnall      | 6 : 1    | Ian White             |
| 12  | 24.05.2015 | Barnsley       | Peter Wright       | 6 : 1    | Jelle Klaasen         |
| 13  | 04.07.2015 | Wigan          | James Wade         | 6 : 5    | Kim Huybrechts        |
| 14  | 05.07.2015 | Wigan          | Jelle Klaasen      | 6 : 2    | Ian White             |
| 15  | 26.09.2015 | Barnsley       | Terry Jenkins      | 6 : 4    | Peter Wright          |
| 16  | 27.09.2015 | Barnsley       | Jelle Klaasen      | 6 : 4    | Raymond van Barneveld |
| 17  | 02.10.2015 | Dublin         | Ian White          | 6 : 5    | Dave Chisnall         |
| 18  | 03.10.2015 | Dublin         | Alan Norris        | 6 : 1    | Kim Huybrechts        |
| 19  | 24.10.2015 | Coventry       | Peter Wright       | 6 : 5    | Benito van de Pas     |
| 20  | 25.10.2015 | Coventry       | Gary Anderson      | 6 : 2    | James Wade            |

## European Tour Events
| Nr. | Datum             | Event                     | Austragungsort      | Sieger             | Ergebnis | Finalist           |
| --- | ----------------- | ------------------------- | ------------------- | ------------------ | -------- | ------------------ |
| 1   | 13.–15. Februar   | German Darts Championship | Hildesheim          | Michael van Gerwen | 6 : 2    | Gary Anderson      |
| 2   | 20.–22. März      | Gibraltar Darts Trophy    | Gibraltar           | Michael van Gerwen | 6 : 3    | Terry Jenkins      |
| 3   | 4.–6. April       | German Darts Masters      | München             | Michael van Gerwen | 6 : 5    | John Henderson     |
| 4   | 5.–7. Juni        | Dutch Darts Masters       | Venray              | Michael van Gerwen | 6 : 0    | Justin Pipe        |
| 5   | 19.–21. Juni      | International Darts Open  | Riesa               | Michael Smith      | 6 : 3    | Benito van de Pas  |
| 6   | 10.–12. Juli      | European Darts Open       | Düsseldorf          | Robert Thornton    | 6 : 2    | Kim Huybrechts     |
| 7   | 11.–13. September | European Darts Trophy     | Mülheim an der Ruhr | Michael Smith      | 6 : 2    | Michael van Gerwen |
| 8   | 19.–21. September | European Darts Matchplay  | Innsbruck           | Michael van Gerwen | 6 : 4    | Dave Chisnall      |
| 9   | 16.–18. Oktober   | European Darts Grand Prix | Sindelfingen        | Kim Huybrechts     | 6 : 5    | Peter Wright       |

## UK Open Qualifiers
| Nr. | Datum      | Austragungsort | Sieger             | Ergebnis | Finalist              |
| --- | ---------- | -------------- | ------------------ | -------- | --------------------- |
| 1   | 06.02.2015 | Wigan          | Adrian Lewis       | 6 : 1    | Michael van Gerwen    |
| 2   | 07.02.2015 | Wigan          | Michael van Gerwen | 6 : 1    | Vincent van der Voort |
| 3   | 08.02.2015 | Wigan          | Michael van Gerwen | 6 : 1    | James Wade            |
| 4   | 20.02.2015 | Wigan          | Michael van Gerwen | 6 : 5    | Jelle Klaasen         |
| 5   | 21.02.2015 | Wigan          | Michael Smith      | 6 : 5    | Adrian Lewis          |
| 6   | 22.02.2015 | Wigan          | Phil Taylor        | 6 : 2    | Ian White             |

## Secondary Tour Events

### PDC Challenge Tour
| Nr. | Datum      | Austragungsort | Sieger          | Ergebnis | Finalist       |
| --- | ---------- | -------------- | --------------- | -------- | -------------- |
| 1   | 21.03.2015 | Wigan          | Kirk Shepherd   | 5 : 3    | Jack Tweddell  |
| 2   | 21.03.2015 | Wigan          | Colin Fowler    | 5 : 2    | Steve Maish    |
| 3   | 22.03.2015 | Wigan          | Shaun Griffiths | 5 : 1    | Scott Dale     |
| 4   | 22.03.2015 | Wigan          | Richie Corner   | 5 : 1    | Ryan Searle    |
| 5   | 30.05.2015 | Wigan          | Jan Dekker      | 5 : 0    | Kurt Parry     |
| 6   | 30.05.2015 | Wigan          | Matt Clark      | 5 : 2    | Richie Corner  |
| 7   | 31.05.2015 | Wigan          | Shaun Griffiths | 5 : 2    | Ian Lever      |
| 8   | 31.05.2015 | Wigan          | Joe Murnan      | 5 : 3    | Scott Dale     |
| 9   | 11.07.2015 | Wigan          | Jan Dekker      | 5 : 1    | Dean Reynolds  |
| 10  | 11.07.2015 | Wigan          | Joe Murnan      | 5 : 1    | Tony Randell   |
| 11  | 12.07.2015 | Wigan          | Richie Corner   | 5 : 4    | Mike Norton    |
| 12  | 12.07.2015 | Wigan          | Dean Reynolds   | 5 : 3    | Chris Quantock |
| 13  | 19.09.2015 | Coventry       | Chris Quantock  | 5 : 0    | Paul Rowley    |
| 14  | 19.09.2015 | Coventry       | Pete Hudson     | 5 : 4    | Ryan Palmer    |
| 15  | 20.09.2015 | Coventry       | Jan Dekker      | 5 : 2    | Jon Jukes      |
| 16  | 20.09.2015 | Coventry       | Martin Lukeman  | 5 : 2    | Kirk Shepherd  |

### PDC Development Tour
| Nr. | Datum      | Austragungsort | Sieger                | Ergebnis | Finalist          |
| --- | ---------- | -------------- | --------------------- | -------- | ----------------- |
| 1   | 25.04.2015 | Coventry       | Rowby-John Rodriguez  | 4 : 1    | Jamie Lewis       |
| 2   | 25.04.2015 | Coventry       | Berry van Peer        | 4 : 0    | Scott Dale        |
| 3   | 26.04.2015 | Coventry       | Aden Kirk             | 4 : 1    | Benito van de Pas |
| 4   | 26.04.2015 | Coventry       | Berry van Peer        | 4 : 0    | Harry Ward        |
| 5   | 27.06.2015 | Coventry       | Mike De Decker        | 4 : 3    | Benito van de Pas |
| 6   | 27.06.2015 | Coventry       | Benito van de Pas     | 4 : 2    | Bradley Kirk      |
| 7   | 28.06.2015 | Coventry       | Nathan Aspinall       | 4 : 2    | Benito van de Pas |
| 8   | 28.06.2015 | Coventry       | Dimitri Van den Bergh | 4 : 2    | Rhys Griffin      |
| 9   | 12.09.2015 | Coventry       | Jamie Lewis           | 4 : 2    | Bradley Kirk      |
| 10  | 12.09.2015 | Coventry       | Dimitri Van den Bergh | 4 : 2    | Josh Payne        |
| 11  | 13.09.2015 | Coventry       | Mike De Decker        | 4 : 2    | Nathan Aspinall   |
| 12  | 13.09.2015 | Coventry       | Aaron Dyer            | 4 : 1    | Shaun Griffiths   |
| 13  | 17.10.2015 | Wigan          | Bradley Kirk          | 4 : 2    | Nathan Aspinall   |
| 14  | 17.10.2015 | Wigan          | Sven Groen            | 4 : 2    | Nick Kenny        |
| 15  | 18.10.2015 | Wigan          | Dean Reynolds         | 4 : 2    | Mike De Decker    |
| 16  | 18.10.2015 | Wigan          | Bradley Kirk          | 4 : 3    | Josh Payne        |

## Non-UK Affiliate Tours

### Scandinavian Darts Corporation Pro Tour
| Spiel | Datum      | Austragungsort | Sieger        | Ergebnis | Finalist       |
| ----- | ---------- | -------------- | ------------- | -------- | -------------- |
| 1     | 21.03.2015 | Kopenhagen     | Kim Viljanen  | 6 : 4    | Steen Lysen    |
| 2     | 22.03.2015 | Kopenhagen     | Kim Viljanen  | 6 : 3    | Dennis Nilsson |
| 3     | 23.05.2015 | Stockholm      | Per Laursen   | 6 : 5    | Magnus Caris   |
| 4     | 24.05.2015 | Stockholm      | Per Laursen   | 6 : 1    | Oskar Lukasiak |
| 5     | 01.08.2015 | Moskau         | Magnus Caris  | 6 : 3    | Per Laursen    |
| 6     | 02.08.2015 | Moskau         | Kim Viljanen  | 6 : 3    | Roman Obuchow  |
| 7     | 26.09.2015 | Vääksy         | Ulf Ceder     | 6 : 4    | Hannu Suominen |
| 8     | 26.09.2015 | Vääksy         | Marko Kantele | 6 : 5    | Magnus Caris   |

### EADC Tour
| Spiel | Datum      | Austragungsort | Sieger               | Ergebnis | Finalist            |
| ----- | ---------- | -------------- | -------------------- | -------- | ------------------- |
| 1     | 21.02.2015 | Moskau         | Alexei Kadotschnikow | 6 : 4    | Maxim Below         |
| 2     | 22.02.2015 | Moskau         | Roman Obuchow        | 6 : 5    | Maxim Below         |
| 3     | 28.03.2015 | Moskau         | Roman Obuchow        | 6 : 3    | Alexander Oreschkin |
| 4     | 29.03.2015 | Moskau         | Roman Obuchow        | 6 : 0    | Alexander Oreschkin |
| 5     | 25.04.2015 | Moskau         | Alexei Pilipenko     | 6 : 5    | Anton Kolesow       |
| 6     | 26.04.2015 | Moskau         | Boris Kolzow         | 6 : 2    | Anton Kolesow       |

### Dartplayers Australia (DPA) Pro Tour
| Nr. | Datum      | Sieger         | Ergebnis | Finalist          |
| --- | ---------- | -------------- | -------- | ----------------- |
| 1   | 13.02.2015 | John Weber     | 6 : 4    | Jeremy Fagg       |
| 2   | 14.02.2015 | Laurence Ryder | 6 : 5    | John Weber        |
| 3   | 15.02.2015 | Barry Gardner  | 6 : 5    | Dave Marland      |
| 4   | 06.03.2015 | Robbie King    | 6 : 1    | Wayne Clegg       |
| 5   | 07.03.2015 | Beau Anderson  | 6 : 2    | Shane Tichowitsch |
| 6   | 08.03.2015 | Jeremy Fagg    | 6 : 5    | Laurence Ryder    |
| 7   | 28.03.2015 | Rob Modra      | 6 : 1    | Laurence Ryder    |
| 8   | 29.03.2015 | David Platt    | 6 : 2    | Laurence Ryder    |
| 9   | 10.04.2015 | Peter Machin   | 6 : 4    | Rob Modra         |
| 10  | 11.04.2015 | David Platt    | 6 : 0    | Raymond O’Donnell |
| 11  | 16.05.2015 | David Platt    | 6 : 0    | Laurence Ryder    |
| 12  | 17.05.2015 | John Weber     | 6 : 5    | Rob Modra         |
| 13  | 29.05.2015 | Chris Morrison | 6 : 3    | Stu Leach         |
| 14  | 30.05.2015 | Laurence Ryder | 6 : 3    | David Platt       |
| 15  | 31.05.2015 | David Platt    | 6 : ?    | John Weber        |
| 16  | 20.06.2015 | David Platt    | 6 : 5    | Bill Aitken       |
| 17  | 21.06.2015 | Rob Modra      | 6 : 4    | John Weber        |
| 18  | 05.11.2015 | Bill Aitken    | 6 : 3    | Tyson Hoefel      |
| 19  | 06.11.2015 | Cody Harris    | 6 : 4    | Adam Rowe         |
| 20  | 07.11.2015 | John Weber     | 6 : 3    | Cody Harris       |

### PDPA World Championship Qualifier
Das Event war ein Turnier für die direkte Qualifikation zur PDC-Weltmeisterschaft 2016. Der Sieger startete in der 1. Runde. Der Finalist erhielt einen Platz in der Vorrunde. Teilnehmen dürfen alle Spieler, die Associate Member sind, also Mitglieder der PDPA sind.
| Spiel | Datum      | Austragungsort | Sieger      | Ergebnis | Finalist     |
| ----- | ---------- | -------------- | ----------- | -------- | ------------ |
| 1     | 30.11.2015 | Coventry       | Ricky Evans | 5 : 4    | Andy Boulton |

### World Championship International Qualifier
Rund um die Welt fanden 15 Turniere statt, in denen man sich als Sieger einen Startplatz in der Vorrunde für die PDC-Weltmeisterschaft 2016 erspielen konnte.
| Datum      | Event                     | Sieger                  | Ergebnis | Finalist           |
| ---------- | ------------------------- | ----------------------- | -------- | ------------------ |
| 26.03.2015 | Dartslive Superdarts      | Paul Lim                | 4 : 2    | Boris Krčmar       |
| 12.07.2015 | DPNZ Qualifier            | Rob Szabo               | 9 : 3    | Craig Caldwell     |
| 22.08.2015 | South Asia Qualifier      | Thanawat Gaweenuntawong | ? : ?    | Tengku Shah        |
| 23.08.2015 | North American Qualifier  | Darin Young             | 3 : 2    | Larry Butler       |
| 27.09.2015 | South African Masters     | Warrick Scheffer        | 9 : 2    | Clifford Stradling |
| 10.10.2015 | Tom Kirby Memorial Trophy | Mick McGowan            | 6 : 5    | Tom Biggane        |
| 23.10.2015 | Philippine Qualifier      | Alex Tagarao            | 3 : 2    | Lourence Ilagan    |
| 24.10.2015 | Southern Europe Qualifier | John Michael            | 6 : 4    | Toni Alcinas       |
| 25.10.2015 | Russian Qualifier         | Alexander Oreschkin     | 3 : 1    | Anton Kolesow      |
| 07.11.2015 | Greater China Qualifier   | Sun Qiang               | 2 : 1    | Yuyi Shao          |
| 08.11.2015 | Oceanic Masters           | Koha Kokiri             | 8 : 4    | Warren Parry       |
| 08.11.2015 | PDJ Japanese Qualifier    | Keita Ono               | 6 : 0    | Yuki Yamada        |
| 14.11.2015 | Super League Darts        | René Eidams             | 10 : 8   | Maik Langendorf    |
| 14.11.2015 | Eastern Europe Qualifier  | Michael Rasztovits      | 10 : 7   | Boris Krčmar       |
| 15.11.2015 | Central Europe Qualifier  | Sven Groen              | 6 : 3    | Mario Robbe        |